# Mozota
B. de Mozota war ein französischer Hersteller von Automobilen.

## Unternehmensgeschichte
Das Unternehmen aus Paris begann 1906 mit der Produktion von Automobilen. Der Markenname lautete Mozota. Im gleichen Jahr endete die Produktion bereits wieder.

## Fahrzeuge
Im Angebot standen drei Modelle mit Vierzylindermotoren. Dies waren der 10/12 CV, der 24/30 CV und der 40/60 CV.